# Cacoal (tiểu vùng)
Cacoal là một tiểu vùng thuộc bang Rondônia, Brasil. Tiều vùng này có diện tích 24526 km², dân số năm 2007 là 225110 người.